# Ben Coakwell
Benjamin Coakwell (ur. 25 czerwca 1987 w Reginie) – kanadyjski bobsleista i futbolista, trzykrotny olimpijczyk (2014, 2018 i 2022), brązowy medalista olimpijski z Pekinu 2022 oraz brązowy medalista mistrzostw świata.
Mieszka w Saskatoon.

## Kariera
W latach 2005–2011 był zawodnikiem University of Saskatchewan w futbolu kanadyjskim. W 2012 rozpoczął uprawianie bobslei, które ostatecznie wybrał, chcąc wystąpić na igrzyskach olimpijskich. Od 2012 jest członkiem kanadyjskiej kadry bobslejowej. Na igrzyskach w Soczi w 2014 nabawił się kontuzji podczas wywrotki boba w drugim przejeździe i nie mógł wystąpić w dwóch ostatnich przejazdach. Wziął również udział w dwóch kolejnych igrzyskach, w 2022 zdobywając brązowy medal.

## Udział w zawodach międzynarodowych
| Impreza            | Rok        | Gospodarz            | Konkurencja     | Miejsce |                      |      |       |         |     |
| ------------------ | ---------- | -------------------- | --------------- | ------- | -------------------- | ---- | ----- | ------- | --- |
| Impreza            | Rok        | Gospodarz            | Konkurencja     | Miejsce | Igrzyska olimpijskie | 2014 | Soczi | czwórki | 27. |
| 2018               | Pjongczang | czwórki              | 12.             |         | Igrzyska olimpijskie |      |       |         |     |
| 2022               | Pekin      | czwórki              | 03 !            |         | Igrzyska olimpijskie |      |       |         |     |
| Mistrzostwa świata | 2015       | Winterberg           | czwórki         | 12.     |                      |      |       |         |     |
| Mistrzostwa świata | 2016       | Innsbruck            | czwórki         | 15.     |                      |      |       |         |     |
| Mistrzostwa świata | 2016       | Innsbruck            | konk. drużynowy | 4.      |                      |      |       |         |     |
| Mistrzostwa świata | 2017       | Schönau am Königssee | konk. drużynowy | 7.      |                      |      |       |         |     |
| Mistrzostwa świata | 2019       | Whistler             | dwójki          | 30.     |                      |      |       |         |     |
| Mistrzostwa świata | 2019       | Whistler             | czwórki         | 03 !    |                      |      |       |         |     |
| Mistrzostwa świata | 2020       | Altenberg            | czwórki         | DNS     |                      |      |       |         |     |
| Mistrzostwa świata | 2021       | Altenberg            | czwórki         | 5.      |                      |      |       |         |     |